# Ángel Román Idígoras
Ángel Román Idígoras (Madrid, 30 giugno 1968) è un vescovo cattolico spagnolo, dal 6 marzo 2025 vescovo di Albacete.

## Biografia
Ángel Román Idígoras è nato a Madrid il 30 giugno 1968.

### Formazione e ministero sacerdotale
Nel 1984 è entrato nel seminario minore di Madrid. Nel 1989 ha conseguito la laurea in magistero presso l'Università Complutense di Madrid. Nel 1992 si è laureato in teologia presso il Centro di Studi Teologici San Damaso. Nel 2003 ha completato la sua formazione accademica con un'ulteriore laurea in sociologia conseguita presso la Pontificia Università di Salamanca.
Ha prestato servizio come catechista nelle parrocchie di San Gabriel de La Poveda e di San Giovanni Battista ad Arganda del Rey. Come seminarista ha prestato servizio nelle parrocchie di Nostra Signora del Buen Aire a Madrid e dell'Assunzione della Beata Vergine Maria a Colmenar Viejo.
Il 16 maggio 1993 è stato ordinato diacono per la diocesi di Alcalá de Henares. Il 24 aprile successivo è stato ordinato presbitero per la stessa circoscrizione nella cattedrale diocesana da monsignor Manuel Ureña Pastor, vescovo di Alcalá de Henares. In seguito è stato vicario parrocchiale della parrocchia di San Diego ad Alcalá de Henares dal 1994 al 2002, adscrito alla parrocchia di Nostra Signora del Tempio a San Fernando de Henares dal 2002 al 2005, parroco della parrocchia di Nostra Signora del Rosario a Torrejón de Ardoz dal 2005 al 2025, arciprete di Torrejón de Ardoz dal 2006 al 2014, cappellano del centro penitenziario Madrid VII a Estremera dal 2021 e vicario episcopale per la zona centro della diocesi.
A livello diocesano ha prestato servizio come responsabile dell'ufficio diocesano di statistica e sociologia dal 2002, membro del consiglio presbiterale, direttore diocesano dell'Azione Cattolica, vice-segretario della visita pastorale dal 2004, membro del collegio dei consultori dal 2007 al 2022; vice-responsabile della fase diocesana del Sinodo sulla sinodalità, membro del consiglio presbiterale dal 2023 e membro del consiglio economico diocesano dal 2024.

### Ministero episcopale
Il 6 marzo 2025 papa Francesco lo ha nominato vescovo di Albacete. Il 27 aprile si è congedato dalla sua diocesi di origine con una messa celebrata da monsignor Antonio Prieto Lucena nella cattedrale dei Santi Giusto e Pastore ad Alcalá de Henares. Ha ricevuto l'ordinazione episcopale il 3 maggio successivo nella cattedrale di Santa Maria ad Albacete dall'arcivescovo metropolita di Toledo Francisco Cerro Chaves, co-consacranti il vescovo di Segovia Jesús Vidal Chamorro e quello di Alcalá de Henares Antonio Prieto Lucena. Durante la stessa celebrazione ha preso possesso della diocesi.

## Genealogia episcopale
La genealogia episcopale è:
- Cardinale Scipione Rebiba
- Cardinale Giulio Antonio Santori
- Cardinale Girolamo Bernerio, O.P.
- Arcivescovo Galeazzo Sanvitale
- Cardinale Ludovico Ludovisi
- Cardinale Luigi Caetani
- Cardinale Ulderico Carpegna
- Cardinale Paluzzo Paluzzi Altieri degli Albertoni
- Papa Benedetto XIII
- Papa Benedetto XIV
- Papa Clemente XIII
- Cardinale Marcantonio Colonna
- Cardinale Giacinto Sigismondo Gerdil, B.
- Cardinale Giulio Maria della Somaglia
- Cardinale Carlo Odescalchi, S.I.
- Cardinale Costantino Patrizi Naro
- Cardinale Lucido Maria Parocchi
- Papa Pio X
- Papa Benedetto XV
- Papa Pio XII
- Cardinale Eugène Tisserant
- Papa Paolo VI
- Cardinale Agostino Casaroli
- Cardinale Manuel Monteiro de Castro
- Arcivescovo Francisco Cerro Chaves
- Vescovo Ángel Román Idígoras